# Asin (actrice)
Asin Thottumkal (Kochi, 26 oktober 1985), bekend onder het mononiem Asin, is een voormalig Indiaas actrice die in Tamil-, Hindi- en Telugu-films speelde.

## Biografie
Asin debuteerde in 2001 op 15-jarige leeftijd in de Malayalam film Narendran Makan Jayakanthan Vaka. Nadat ze haar opleiding had afgerond keerde ze een jaar later terug in de Telugu film Amma Nanna O Tamila Ammayi, wat haar de Filmfare award voor beste Telugu actrice opleverde. In 2005 ontving ze een Filmfare award voor beste Tamil actrice voor de Tamil film Ghajini, waarvan in 2008 een remake onder dezelfde naam werd gemaakt in het Hindi en die de meest winstgevende film uit dat jaar werd.
Ondanks een succesvolle filmcarrière besloot Asin te stoppen met acteren na haar huwelijk in januari 2016. Ze beviel van dochter Arin op 24 oktober 2017.

## Filmografie
| Jaar | Film                             | Rol                           | Taal      |
| ---- | -------------------------------- | ----------------------------- | --------- |
| 2001 | Narendran Makan Jayakanthan Vaka | Swathi                        | Malayalam |
| 2003 | Amma Nanna O Tamila Ammayi       | Mugaambigaambaal              | Telugu    |
| 2003 | Sivamani                         | Vasantha                      | Telugu    |
| 2004 | M. Kumaran Son of Mahalakshmi    | Mythili                       | Tamil     |
| 2004 | Lakshmi Narasimha                | Rukhmini                      | Telugu    |
| 2004 | Gharshana                        | Maya                          | Telugu    |
| 2005 | Ullam Ketkumae                   | Priya                         | Tamil     |
| 2005 | Chakram                          | Lakshmi                       | Telugu    |
| 2005 | Ghajini                          | Kalpana                       | Tamil     |
| 2005 | Majaa                            | Seeta                         | Tamil     |
| 2005 | Sivakasi                         | Hema                          | Tamil     |
| 2006 | Annavaram                        | Aishwarya                     | Telugu    |
| 2006 | Varalaru                         | Divya                         | Tamil     |
| 2007 | Aalwar                           | Priya                         | Tamil     |
| 2007 | Pokkiri                          | Shruthi                       | Tamil     |
| 2007 | Vel                              | Swati                         | Tamil     |
| 2008 | Dasavathaaram                    | Kodhai/ Andal                 | Tamil     |
| 2008 | Ghajini                          | Kalpana Shetty                | Hindi     |
| 2009 | London Dreams                    | Priya Kaul                    | Hindi     |
| 2011 | Kaavalan                         | Meera Muthuramalingam         | Tamil     |
| 2011 | Ready                            | Sanjana Singh/ Pooja Malhotra | Hindi     |
| 2012 | Housefull 2                      | Heena Kapoor                  | Hindi     |
| 2012 | Bol Bachchan                     | Sania Ali/ Apeksha Malhotra   | Hindi     |
| 2012 | Khiladi 786                      | Indu Tendulkar                | Hindi     |
| 2015 | All Is Well                      | Nimmi Singh                   | Hindi     |